# Marcello Tahitoe
Marcello Tahitoe (ur. 20 lutego 1983 w Dżakarcie) – indonezyjski piosenkarz.
Jest synem muzyków Minggusa Tahitoe i Diany Nasution. W 2005 r. wydał swój debiutancki album pt. Ello, który sprzedał się w nakładzie ponad 150 tys. egzemplarzy.
Na swoim koncie ma kilka nagród AMI (Anugerah Musik Indonesia) – w kategorii najlepszy solowy artysta rockowy (za utwór „Berdiri Sampai Mati”, 2016 i za utwór „Sampah-Sampah Dunia Maya”, 2019) oraz w kategorii najlepszy album rockowy (za album 99, 2021).

## Dyskografia
Źródła: 
Albumy
- 2005: Ello
- 2006: Ello - Repackage
- 2009: Realistis/Idealis
- 2012: Taub Mumu
- 2015: Jalur Alternatif
- 2019: Antistatis
- 2020: 99